# つるみく
つるみくは、BINBIN1919のアダルトゲームブランドである。
ゲーム制作は、2008年に株式会社アセンブラージュの「大阪チーム」（ブランド名「たっちー」）を中心に設立された、株式会社スクルズが行っている。

## 特徴
作風は「たっちー」ブランドを継承して、鬼畜調教系ゲームを得意とし、主人公（プレイヤー）は、善人としてヒロイン達に接した後、好感度が最高潮に達した時点で裏切り、絶望の淵に落とす展開を基調としている。併せて、あらゆる開口粘膜部を凌辱した上で、鎖・ロープ等で拘束して監禁すると言う「SM調教」展開が多い。尚、ヒロインの中には、低年齢と思われるキャラも含まれる。
また、大阪に開発拠点を置いている影響から、作中に登場する殆どのヒロインが、苗字に大阪府内の地名を冠し、ブランド名自体も、スクルズ所在地である「鶴見区」を意識していると推測される。
加えて、現代社会を舞台にした複数の長編作品においては、クロスオーバー作品として世界観が統一されている場合が多く、中でも「高槻」の姓を持つキャラクターは、主人公の側近として登場する事が定番となっている。
マスコットキャラクターはるみたん。

### 作品一覧
- 2008年8月29日 - 姦淫特急 満潮
- 2009年3月27日 - 大阪CRISIS 〜姦楽街開発プロジェクト〜
- 2009年12月18日 - 夢喰い -つるみく式ゲーム製作-
- 2010年8月27日 - HOUND -獣欲の買収者-
- 2011年3月31日 - 姦淫特急 満潮 - 悪夢の三週間 -
- 2011年7月29日 - 姦淫特急 松葉〜肉欲のグルメ紀行〜
- 2011年9月22日 - 大阪CRISIS 〜COMEBACK&COMES A NEW HEROINE〜（大阪CRISISのリメイク作）
- 2012年6月15日 - 姦白宣言
- 2012年8月31日 - HOTOTOGISU -滅せぬもののあるべきか-
- 2012年12月21日 - 夢喰い -つるみく式ゲーム製作- Re:dream（夢喰いのリメイク作）
- 2013年6月28日 - 逆王道
- 2013年10月25日 - HOUND -Targeting Hunting-（HOUNDのリメイク作）
- 2014年1月24日 - Festival ～つるみくウォーズ～
- 2014年11月28日 - 姦淫特急松葉 -TROUBLE&TRAP- + 姦淫特急満潮 -悪夢の三週間-（姦淫特急のリメイク作）
- 2016年2月26日 - 鉄と裸
- 2017年9月29日 - 大阪AWAKING
- 2018年5月25日 - 鉄と裸 -Fairies Falldown-
- 2018年9月28日 - 鉄と裸II ～敗北の女帝～
- 2019年9月27日 - 淫蹂の号砲
- 2020年11月27日 - 淫行客船渦潮 ～奈落のクルーズ～[1]
- 2021年8月27日 - 鉄と裸外伝 ～略奪の暴風～
- 2024年2月22日 - 姦淫特急『夜鷹』 ～獣欲連鎖、真夏の花火大会～

### つるみく -Another-作品一覧
- 2016年7月29日 - di-room
- 2020年1月31日 - 催眠逆襲 ～どうぞ私たちを好きにしてください～
- 2021年1月29日 - 闇遊園地でかくれんぼ ～マタビラキの夜～
- 2021年9月24日 - 童貞の俺が女上司と出張に行ったら、部屋が同じだった件
- 2022年3月25日 - 母姉催眠 ～ご近所の欲求不満セレブと快楽堕ちお嬢様～
- 2023年5月25日 - 侵・性奴会 〜美人会長と爆乳書記の調教日報〜
- 2023年10月27日 - 非道狩り ～ヒトカリ～[2]
- 2024年1月26日 - 淫従くノ一 〜忠義を超える隷属〜

## スタッフ
- チャック雅（スクルズ社長、シナリオ）
- まこっちゃ（シナリオ）
- 桜島サロマ子（原画）